# O Encilhamento
O Encilhamento – cenas contemporâneas, ou conhecido simplesmente como O Encilhamento é um romance brasileiro de Alfredo d'Escragnolle Taunay, dividido em 70 capítulos que possui como cenário a Crise do Encilhamento. Publicados inicialmente em forma de folhetim pelo jornal carioca Gazeta de Notícias, a partir de 26 de fevereiro de 1893. A obra foi assinada como de Heitor Malheiros, pseudônimo usado por de Alfredo D’Escragnolle Taunay, o visconde de Taunay.
Este período conturbado da história do Rio de Janeiro e do Brasil é retratado em forma de romance pelo Visconde de Taunay. Para prender a atenção do leitor, Taunay criou uma trama na qual o personagem principal se vê dividido entre viver uma aventura com uma mulher casada ou seguir o rumo natural que a sociedade esperava dele: casar-se com uma jovem. Entre festins e conversas de gabinetes, o ambiente do Encilhamento é retratado de forma entrelaçada com críticas veladas ao militarismo vigente na recém imposta República.

## Análise e enredo
Taunay transpôs para o Brasil a fórmula que Emile Zola utilizou em um de seus romances, onde personagens reais apareciam com nomes modificados e praticando ações também relacionadas com as que empreenderam na vida real. Compôs assim um minucioso retrato da euforia especulativa a partir de três personagens principais, o conselheiro Francisco de Paula Mayrink, Paulo de Frontin e Henry Lowdes, o visconde de Leopoldina, que apareciam no romance sob os nomes de Meyermayer, Lamarin e Drowns, o visconde de Petrolina.
Monarquista, Taunay, com efeito, em nenhum momento pretendeu pintar um retrato isento do que se passava. Sua ideia foi diminuir e desancar a República destacando as trampolinagens do Encilhamento, reais e imaginárias, construindo assim uma poderosa metáfora para promessas que a República fracassara em cumprir e, mais importante, produzindo uma das utilizações mais ferinas do ataque no campo ético como ferramenta de luta política.
Talvez nem mesmo fossem necessários os exageros de Taunay: os fatos reais eram suficientemente escabrosos. O fato é que o romance teve imensa e duradoura
influência sobre a historiografia, que, com a ajuda da narrativa conservadora dos eventos da década de 1890 proporcionada por financistas como Pandiá Calógeras, para ficar apenas neste, consagrou a versão de que a primeira década republicana foi perdida em devaneios. 

## Histórico de publicação
“O Encilhamento” chamou a atenção do público carioca ao ser publicado como uma novela no extinto jornal Gazeta de Notícias, ganhando a primeira edição em volume reunido ainda em 1893, pela Livraria Magalhães. Trinta anos depois, uma segunda edição foi apresentada por Afonso d'Escragnolle Taunay, renomado intelectual e filho do Visconde de Taunay, finalmente revelado como autor do livro. Na ocasião, a Primeira República já apresentava claros sinais de desgaste na política do café com leite, centrada na alternância de poderes entre as oligarquias paulista e mineira.
Uma terceira edição da obra foi publicada em agosto de 1971 pela Editora Itatiaia, na esteira do crash das Bolsas do Rio de Janeiro e São Paulo, após a reorganização do sistema financeiro nacional em meados da década de 1960, que trouxe novo ânimo para o mercado de capitais do Brasil, seguido por mais uma crise traumatizante.

Em 2021 a Montecristo Editora lançou edição digital da obra enriquecida com a inserção de citações que contextualizam as referências do livro à mitologia greco-romana, à produção literária da época, além da tradução de diversas frases de efeito, grafadas principalmente em francês e latim além de prefácio de Jean Tosetto, autor e editor de livros de investimentos da Suno Research.